# تویوفومی ساکانو
تویوفومی ساکانو (انگلیسی: Toyofumi Sakano؛ زادهٔ ۴ ژوئن ۱۹۹۰) بازیکن فوتبال اهل ژاپن است.
از باشگاه‌هایی که در آن بازی کرده‌است می‌توان به باشگاه ورزشی توچیگی و باشگاه فوتبال اوراوا رد دیاموندز اشاره کرد.